# Gunnersaurus

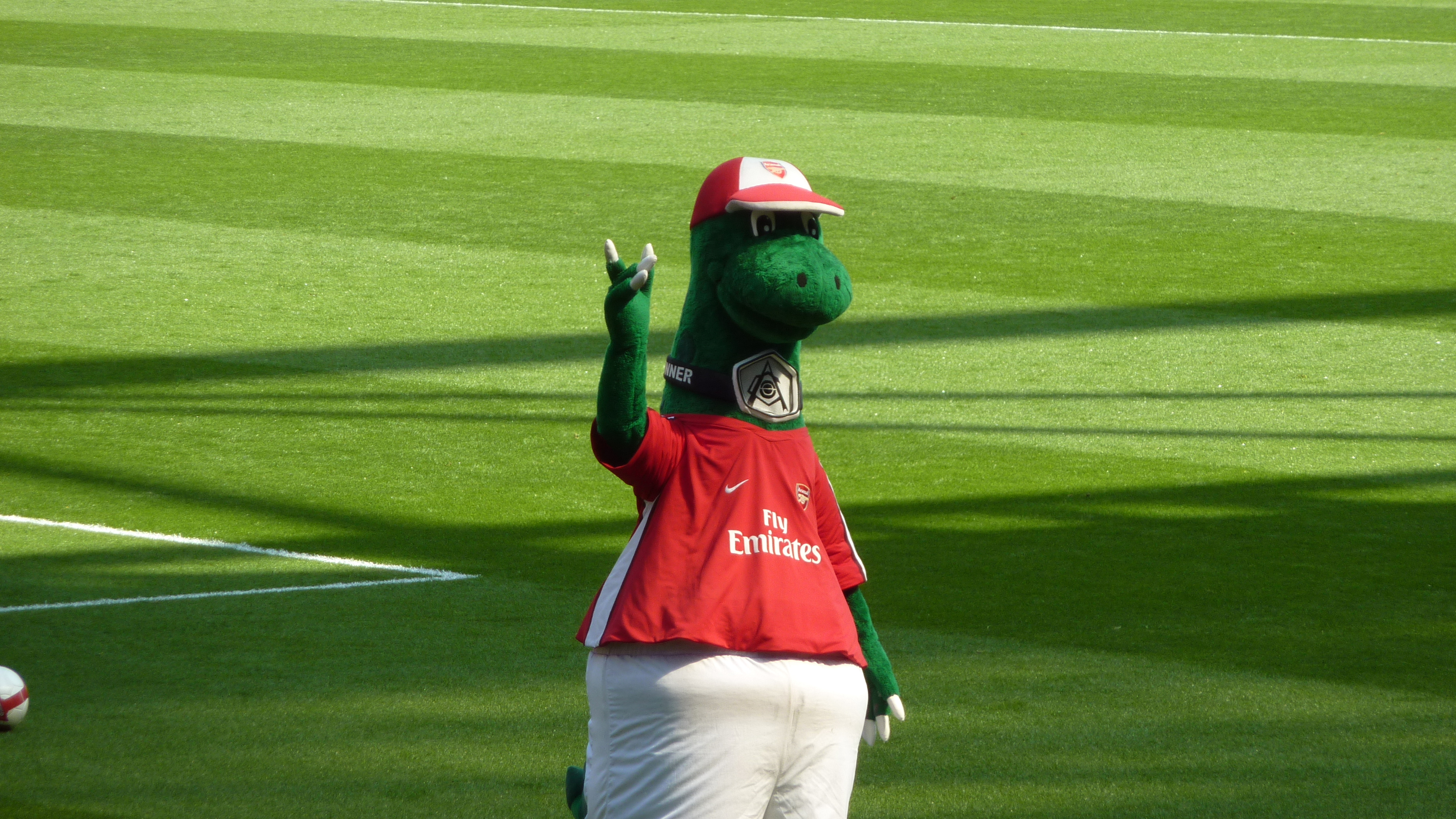
Gunnersaurus Rex

A Gunnersaurus Rex egy zöld, baseballsapkás, Arsenal-mezt viselő dinoszaurusz-figura, az Arsenal FC kabalája 1993 óta. Mikor bemutatkozott, 1993. augusztus 14-én, a csapat kikapott ugyan 3-0-ra a Coventry Citytől, de regnálása alatt a klub nyert KEK-et (1994), háromszor lett angol bajnok (1998, 2002, 2004, a legutolsót veretlenül nyerték meg), FA-kupát négyszer nyert (1998, 2002, 2003, 2005), míg Charity/Community Shieldet úgyszint négyszer zsebelhetett be (1998, 1999, 2002, 2004). Járt már külföldi Bajnokok Ligája-mérkőzéseken is, például Lens és Kijev városában, illetve Ukrajnában a csernyihivi speciális gyermekközpontot is meglátogatta.